# NGC 35
NGC 35 ist eine Spiralgalaxie vom Hubble-Typ Sb im Sternbild Walfisch südlich der Ekliptik. Sie ist schätzungsweise 269 Millionen Lichtjahre von der Milchstraße entfernt und hat einen Durchmesser von etwa 55.000 Lichtjahren.

Im selben Himmelsareal befinden sich u. a. die Galaxien NGC 17, NGC 34, IC 2.
NGC 35 und NGC 17/(34) sind nur einige Bogenminuten voneinander entfernt, das könnten weniger als eine halbe Million Lichtjahre sein. Das hieße, sie würden gravitativ aneinander gebunden, und ihre Deformierung kann auf Gravitationswechselwirkungen zurückzuführen sein.
Das Objekt wurde am 21. November 1886 von dem amerikanischen Astronomen Lewis A. Swift entdeckt.